# Tadsjikere
|  | En tadsjiker kan også betyde en person fra Tadsjikistan |
Tadsjikere er iranske folk som taler forskellige iranske sprog, og hovedsageligt stammer fra områderne omkring floden Amu Darja, Ferganadalen og Pamir-bjergene i nutidens Tadsjikistan, Afghanistan, Usbekistan og Kina.
Nu er "tadsjiker" et ord som tadsjikerne bruger om sig selv, men oprindeligt er det en betegnelse givet dem af de omgivende folk, nogle gange nedsættende, og definitionen er ikke altid klar og har været omstridt.
Traditionelt tilhører de fleste tadsjikere hanafi-retningen inden for sunni-islam. Nogle, specielt i Pamir, er ismailitter (en shia-retning).

## Lande med tadsjikere

### Afghanistan
Tadsjikere udgør ifølge The World Factbook 27 % af Afghanistans befolkning. De er især dominerende i de fire store byer Kabul, Mazar-e Sharif, Herat og Ghazni, og i de nordlige og vestlige provinser Balkh, Takhar, Badakhshan, Samangan, Parvan, Panjshir, Kapisa, Baghlan, Ghowr, Badghis og Herat.
Tadsjikerne i Afghanistan taler persisk, som lokalt kaldes dari.

### Tadsjikistan
Tadsjikere udgør 79.9% af befolkningen i Tadsjikistan. De fleste taler persisk som lokalt kaldes tadsjikisk, men der er også nogle som taler østiranske sprog som wakhi og shughni.

### Usbekistan
I Usbekistan er tadsjikere den største befolkningsgruppe i de historiske byer Bukhara og Samarkand, og der er mange tadsjikere i Surxondaryo-provinsen i syd og langs Usbekistans østlige grænse mod Tadsjikistan.
Der er officielt 5 % tadsjikere i Usbekistan. Dette tal inkluderer dog ikke tadsjikere som af forskellige grunde vælger at erklære sig for usbeker ved folketællinger. I sovjettiden blev tadsjikere udsat at skulle vælge mellem at blive registrerede som usbekere i deres pas og blive i Usbekistan, eller flytte til Tadsjikistan. Først ved folketællingen i 1989 kunne ens nationalitet frit erklæres uafhængigt af oplysningen i ens pas. Det medførte en stigning i tadsjikiske befolkningsandel fra 3,9 % i 1979 til 4,7 % i 1989. Der er estimater som anslår at den reelle andel af tadsjikere i Usbekistan kan være op til 35 %.

### Kina
Der er 34.000 tadsjikere i Tašqorḡān-distriktet i den autonome Xinjiang-Uighur-region i det sydvestlige Kina. De taler østiranske sprog, hovedsageligt sarikoli og wakhi.

### Kasakhstan
Ved folketællingen i 1999 var der 26.000 tadsjikere i Kasakhstan hvilket udgør 0,17 % af befolkningen.

### Kirgisien
Ifølge officielle statistikker var der omkring 47.500 tadsjikere i Kirgisien i 2007, hvilket udgør 0,9 % af befolkningen.

### Turkmenistan
Ved folketællingen i 1995 var der 3.103 tadsjikere i Turkmenistan hvilket udgør 0,07 % af befolkningen. De fleste er i provinserne Lebap og Mary ved grænserne til Afghanistan of Usbekistan.

### Rusland
Ved folketællingen i 2002 var der 120.136 tadsjikere i Rusland.